# Danh sách Giáo phận Công giáo tại châu Á
Tại châu Á, Giáo hội Công giáo Rôma có nhiều giáo phận rải khắp các nước và do Hội đồng Giám mục mỗi quốc gia quản trị. Những Hội đồng Giám mục lớn nhất bao gồm Ấn Độ, Trung Quốc, Philippines và Indonesia.

## Danh sách Giáo phận

### Hội đồng Giám mục Ấn Độ
Giáo tỉnh Agra
- Tổng giáo phận Agra
  - Giáo phận Ajmer
  - Giáo phận Allahabad
  - Giáo phận Bareilly
  - Giáo phận Bijnor
  - Giáo phận Gorakhpur
  - Giáo phận Jaipur
  - Giáo phận Lucknow
  - Giáo phận Meerut
  - Giáo phận Udaipur
  - Giáo phận Varanasi

Giáo tỉnh Bangalore
- Tổng giáo phận Bangalore
  - Giáo phận Belgaum
  - Giáo phận Bellary
  - Giáo phận Chikmagalur
  - Giáo phận Gulbarga
  - Giáo phận Karwar
  - Giáo phận Mangalore
  - Giáo phận Mysore
  - Giáo phận Shimoga
  - Giáo phận Udupi

Giáo tỉnh Bhopal
- Tổng giáo phận Bhopal
  - Giáo phận Gwalior
  - Giáo phận Indore
  - Giáo phận Jabalpur
  - Giáo phận Jhabua
  - Giáo phận Khandwa
  - Giáo phận Sagar
  - Giáo phận Satna
  - Giáo phận Ujjain

Giáo tỉnh Bombay
- Tổng giáo phận Bombay
  - Giáo phận Kalyan (Giáo hội Syro-Malabar)
  - Giáo phận Nashik
  - Giáo phận Poona
  - Giáo phận Vasai

Giáo tỉnh Calcutta
- Tổng giáo phận Calcutta
  - Giáo phận Asansol
  - Giáo phận Bagdogra
  - Giáo phận Baruipur
  - Giáo phận Darjeeling
  - Giáo phận Jalpaiguri
  - Giáo phận Krishnagar
  - Giáo phận Raiganj

Giáo tỉnh Cuttack - Bhubaneswar
- Tổng giáo phận Cuttack - Bhubaneswar
  - Giáo phận Balasore
  - Giáo phận Berhampur
  - Giáo phận Rourkela
  - Giáo phận Sambalpur

Giáo tỉnh Delhi
- Tổng giáo phận Delhi
  - Giáo phận Jammu - Srinagar
  - Giáo phận Jullundur
  - Giáo phận Simla - Chandigarh

Giáo tỉnh Gandhinagar
- Tổng giáo phận Gandhinagar
  - Giáo phận Ahmedabad
  - Giáo phận Baroda
  - Giáo phận Rajkot

Giáo tỉnh Goa - Daman
- Tổng giáo phận Goa - Daman
  - Giáo phận Sindhudurg

Giáo tỉnh Guwahati
- Tổng giáo phận Guwahati
  - Giáo phận Bongaigaon
  - Giáo phận Dibrugarh
  - Giáo phận Diphu
  - Giáo phận Itanagar
  - Giáo phận Miao
  - Giáo phận Tezpur

Giáo tỉnh Hyderabad
- Tổng giáo phận Hyderabad
  - Giáo phận Adilabad
  - Giáo phận Cuddapah
  - Giáo phận Khammam
  - Giáo phận Kurnool
  - Giáo phận Nalgonda
  - Giáo phận Warangal

Giáo tỉnh Imphal
- Tổng giáo phận Imphal
  - Giáo phận Kohima

Giáo tỉnh Madras - Mylapore
- Tổng giáo phận Madras - Mylapore
  - Giáo phận Chingleput
  - Giáo phận Coimbatore
  - Giáo phận Ootacamund
  - Giáo phận Vellore

Giáo tỉnh Madurai
- Tổng giáo phận Madurai
  - Giáo phận Dindigul
  - Giáo phận Kottar
  - Giáo phận Palayamkottai
  - Giáo phận Sivagangai
  - Giáo phận Tiruchirapalli
  - Giáo phận Tuticorin

Giáo tỉnh Nagpur
- Tổng giáo phận Nagpur
  - Giáo phận Amravati
  - Giáo phận Aurangabad
  - Giáo phận Chanda

Giáo tỉnh Patna
- Tổng giáo phận Patna
  - Giáo phận Bettiah
  - Giáo phận Bhagalpur
  - Giáo phận Buxar
  - Giáo phận Muzaffarpur
  - Giáo phận Purnea

Giáo tỉnh Pondicherry - Cuddalore
- Tổng giáo phận Pondicherry - Cuddalore
  - Giáo phận Dharmapuri
  - Giáo phận Kumbakonam
  - Giáo phận Salem
  - Giáo phận Tanjore

Giáo tỉnh Raipur
- Tổng giáo phận Raipur
  - Giáo phận Ambikapur
  - Giáo phận Jagdalpur
  - Giáo phận Jashpur
  - Giáo phận Raigarh

Giáo tỉnh Ranchi
- Tổng giáo phận Ranchi
  - Giáo phận Daltonganj
  - Giáo phận Dumka
  - Giáo phận Gumla
  - Giáo phận Hazaribag
  - Giáo phận Jamshedpur
  - Giáo phận Khunti
  - Giáo phận Port Blair
  - Giáo phận Simdega

Giáo tỉnh Shillong
- Tổng giáo phận Shillong
  - Giáo phận Agartala
  - Giáo phận Aizawl
  - Giáo phận Jowai
  - Giáo phận Nongstoin
  - Giáo phận Tura

Giáo tỉnh Thiruvananthapuram
- Tổng giáo phận Thiruvananthapuram
  - Giáo phận Alleppey
  - Giáo phận Neyyattinkara
  - Giáo phận Punalur
  - Giáo phận Quilon

Giáo tỉnh Verapoly
- Tổng giáo phận Verapoly
  - Giáo phận Calicut
  - Giáo phận Cochin
  - Giáo phận Kannur
  - Giáo phận Kottapuram
  - Giáo phận Vijayapuram

Giáo tỉnh Visakhapatnam
- Tổng giáo phận Visakhapatnam
  - Giáo phận Eluru
  - Giáo phận Guntur
  - Giáo phận Nellore
  - Giáo phận Srikakulam
  - Giáo phận Vijayawada

Giáo phận trực thuộc Toà Thánh
- Giáo phận Faridabad (Giáo hội Syro-Malabar)

#### Giáo hội Công giáo Syro-Malabar
Giáo tỉnh Eranakulam - Angamaly
- Tổng giáo phận Eranakulam - Angamaly
  - Giáo phận Idukki
  - Giáo phận Kothamangalam

Giáo tỉnh Changanassery
- Tổng giáo phận Changanassery
  - Giáo phận Kanjirappally
  - Giáo phận Palai
  - Giáo phận Thuckalay

Giáo tỉnh Tellicherry
- Tổng giáo phận Tellicherry
  - Giáo phận Belthangady
  - Giáo phận Bhadravathi
  - Giáo phận Mananthavady
  - Giáo phận Thamarassery
  - Giáo phận Mandya

Giáo tỉnh Thrissur
- Tổng giáo phận Thrissur
  - Giáo phận Ramanathapuram
  - Giáo phận Irinjalakuda
  - Giáo phận Palghat

Giáo tỉnh Kottayam
- Tổng giáo phận Kottayam

#### Giáo hội Công giáo Syro-Malankara
Giáo tỉnh Trivandrum
- Tổng giáo phận Trivandrum
  - Giáo phận Marthandom
  - Giáo phận Mavelikara
  - Giáo phận Pathanamthitta

Giáo tỉnh Tiruvalla
- Tổng giáo phận Tiruvalla
  - Giáo phận Muvattupuzha
  - Giáo phận Bathery
  - Giáo phận Puthur

### Hội đồng Giám mục Bangladesh
Giáo tỉnh Dhaka
- Tổng giáo phận Dhaka
  - Giáo phận Chittagong
  - Giáo phận Dinajpur
  - Giáo phận Khulna
  - Giáo phận Mymensingh
  - Giáo phận Rajshahi
  - Giáo phận Sylhet

### Hội đồng Giám mục Brunei
Giáo tỉnh Brunei Darussalam
- Hạt Đại diện Tông toà Brunei Darussalam

### Hội đồng Giám mục Campuchia
Giáo tỉnh Campuchia
- Hạt Đại diện Tông tòa Phnôm Pênh
- Hạt Phủ doãn Tông tòa Battambang
- Hạt Phủ doãn Tông tòa Kampong Cham

### Hội đồng Giám mục Đài Loan
Giáo tỉnh Đài Bắc
- Tổng giáo phận Đài Bắc
  - Giáo phận Cao Hùng
  - Giáo phận Đài Nam
  - Giáo phận Đài Trung
  - Giáo phận Gia Nghĩa
  - Giáo phận Hoa Liên
  - Giáo phận Tân Trúc

### Hội đồng Giám mục Đông Timor
Giáo phận thuộc Toà Thánh
- Giáo phận Baucau
- Giáo phận Dili
- Giáo phận Maliana

### Hội đồng Giám mục Hàn Quốc
Giáo tỉnh Kwangju
- Tổng giáo phận Kwangju
  - Giáo phận Jeju
  - Giáo phận Jeonju

Giáo tỉnh Seoul
- Tổng giáo phận Seoul
  - Giáo phận Chunchon
  - Giáo phận Daejeon
  - Giáo phận Hamhung
  - Giáo phận Incheon
  - Giáo phận Pyongyang
  - Giáo phận Suwon
  - Giáo phận Uijeongbu
  - Giáo phận Wonju

Giáo tỉnh Taegu
- Tổng giáo phận Taegu
  - Giáo phận Andong
  - Giáo phận Cheongju
  - Giáo phận Masan
  - Giáo phận Pusan

### Hội đồng Giám mục Indonesia
Giáo tỉnh Ende
- Tổng giáo phận Ende
  - Giáo phận Denpasar
  - Giáo phận Larantuka
  - Giáo phận Maumere
  - Giáo phận Ruteng

Giáo tỉnh Jakarta
- Tổng giáo phận Jakarta
  - Giáo phận Bandung
  - Giáo phận Bogor

Giáo tỉnh Kupang
- Tổng giáo phận Kupang
  - Giáo phận Atambua
  - Giáo phận Weetebula

Giáo tỉnh Makassar
- Tổng giáo phận Makassar
  - Giáo phận Amboina
  - Giáo phận Manado

Giáo tỉnh Medan
- Tổng giáo phận Medan
  - Giáo phận Padang
  - Giáo phận Sibolga

Giáo tỉnh Merauke
- Tổng giáo phận Merauke
  - Giáo phận Agats
  - Giáo phận Jayapura
  - Giáo phận Manokwari - Sorong
  - Giáo phận Timika

Giáo tỉnh Palembang
- Tổng giáo phận Palembang
  - Giáo phận Pangkal - Pinang
  - Giáo phận Tanjungkarang

Giáo tỉnh Pontianak
- Tổng giáo phận Pontianak
  - Giáo phận Ketapang
  - Giáo phận Sanggau
  - Giáo phận Sintang

Giáo tỉnh Samarinda
- Tổng giáo phận Samarinda
  - Giáo phận Banjarmasin
  - Giáo phận Palangkaraya
  - Giáo phận Tanjung Selor

Giáo tỉnh Semarang
- Tổng giáo phận Semarang
  - Giáo phận Malang
  - Giáo phận Purwokerto
  - Giáo phận Surabaya

Hạt đại diện Quân đội
- Hạt đại diện Quân đội Indonesia

### Hội đồng Giám mục Lào
- Hạt đại diện Tông toà Luang Prabang
- Hạt đại diện Tông toà Paksé
- Hạt đại diện Tông toà Savannakhet
- Hạt đại diện Tông toà Vientiane

### Hội đồng Giám mục Malaysia
Giáo tỉnh Kuala Lumpur
- Tổng giáo phận Kuala Lumpur
  - Giáo phận Melaka - Johor
  - Giáo phận Penang

Giáo tỉnh Kuching
- Tổng giáo phận Kuching
  - Giáo phận Miri
  - Giáo phận Sibu

Giáo tỉnh Kota Kinabalu
- Tổng giáo phận Kota Kinabalu
  - Giáo phận Keningau
  - Giáo phận Sandakan

### Hội đồng Giám mục Mông Cổ
Giáo tỉnh Mông Cổ
- Hạt Phủ doãn Tông tòa Ulaanbaatar

### Hội đồng Giám mục Myanmar
Giáo tỉnh Mandalay
- Tổng giáo phận Mandalay
  - Giáo phận Banmaw
  - Giáo phận Hakha
  - Giáo phận Lashio
  - Giáo phận Myitkyina

Giáo tỉnh Taunggyi
- Tổng giáo phận Taunggyi
  - Giáo phận Kengtung
  - Giáo phận Loikaw
  - Giáo phận Pekhon
  - Giáo phận Taungngu

Giáo tỉnh Yangon
- Tổng giáo phận Yangon
  - Giáo phận Mawlamyine
  - Giáo phận Pathein
  - Giáo phận Pyay

### Hội đồng Giám mục Nepal
Giáo tỉnh Nepal
- Hạt Đại diện Tông toà Nepal

### Hội đồng Giám mục Nhật Bản
Giáo tỉnh Nagasaki
- Tổng giáo phận Nagasaki
  - Giáo phận Fukuoka
  - Giáo phận Kagoshima
  - Giáo phận Naha
  - Giáo phận Oita

Giáo tỉnh Ōsaka – Takamatsu
- Tổng giáo phận Ōsaka – Takamatsu
  - Giáo phận Hiroshima
  - Giáo phận Kyoto
  - Giáo phận Nagoya

Giáo tỉnh Tokyo
- Tổng giáo phận Tokyo
  - Giáo phận Niigata
  - Giáo phận Saitama
  - Giáo phận Sapporo
  - Giáo phận Sendai
  - Giáo phận Yokohama

### Hội đồng Giám mục Pakistan
Giáo tỉnh Karachi
- Tổng giáo phận Karachi

Giáo tỉnh Lahore
- Tổng giáo phận Lahore
  - Giáo phận Rawalpindi
  - Giáo phận Multan
  - Giáo phận Hyderabad
  - Giáo phận Faisalabad

### Hội đồng Giám mục Philippines
Giáo tỉnh Caceres
- Tổng giáo phận Caceres
  - Giáo phận Daet
  - Giáo phận Legazpi
  - Giáo phận Masbate
  - Giáo phận Sorsogon
  - Giáo phận Virac
  - Giám hạt Tòng thổ Libamanan

Giáo tỉnh Cagayan de Oro
- Tổng giáo phận Cagayan de Oro
  - Giáo phận Butuan
  - Giáo phận Malaybalay
  - Giáo phận Surigao
  - Giáo phận Tandag

Giáo tỉnh Capiz
- Tổng giáo phận Capiz
  - Giáo phận Kalibo
  - Giáo phận Romblon

Giáo tỉnh Cebu
- Tổng giáo phận Cebu
  - Giáo phận Dumaguete
  - Giáo phận Maasin
  - Giáo phận Tagbilaran
  - Giáo phận Talibon

Giáo tỉnh Cotabato
- Tổng giáo phận of Cotabato
  - Giáo phận Kidapawan
  - Giáo phận Marbel

Giáo tỉnh Davao
- Tổng giáo phận Davao
  - Giáo phận Digos
  - Giáo phận Mati
  - Giáo phận Tagum

Giáo tỉnh Jaro
- Tổng giáo phận of Jaro
  - Giáo phận Bacolod
  - Giáo phận Kabankalan
  - Giáo phận San Carlos
  - Giáo phận San Jose de Antiqu

Giáo tỉnh Lingayen-Dagupan
- Tổng giáo phận Lingayen - Dagupan
  - Giáo phận Alaminos
  - Giáo phận Cabanatuan
  - Giáo phận San Fernando de La Union
  - Giáo phận San Jose
  - Giáo phận Urdaneta

Giáo tỉnh Lipa
- Tổng giáo phận Lipa
  - Giáo phận Boac
  - Giáo phận Gumaca
  - Giáo phận Lucena
  - Giám hạt Tòng thổ Infanta

Giáo tỉnh Manila
- Tổng giáo phận Manila
  - Giáo phận Antipolo
  - Giáo phận Cubao
  - Giáo phận Imus
  - Giáo phận Kalookan
  - Giáo phận Malolos
  - Giáo phận Novaliches
  - Giáo phận Parañaque
  - Giáo phận Pasig
  - Giáo phận San Pablo

Giáo tỉnh Nueva Segovia
- Tổng giáo phận Nueva Segovia
  - Giáo phận Baguio
  - Giáo phận Bangued
  - Giáo phận Laoag

Giáo tỉnh Ozamis
- Tổng giáo phận Ozamis
  - Giáo phận Dipolog
  - Giáo phận Iligan
  - Giáo phận Pagadian
  - Giáo phận Marawi

Giáo tỉnh Palo
- Tổng giáo phận Palo
  - Giáo phận Borongan
  - Giáo phận Calbayog
  - Giáo phận Catarman
  - Giáo phận Naval

Giáo tỉnh San Fernando
- Tổng giáo phận Fernando
  - Giáo phận Balanga
  - Giáo phận Iba
  - Giáo phận Tarlac

Giáo tỉnh Tuguegarao
- Tổng giáo phận Tuguegarao
  - Giáo phận Bayombong
  - Giáo phận Ilagan
  - Giám hạt Tòng thổ Batanes

Giáo tỉnh Zamboanga
- Tổng giáo phận Zamboanga
  - Giám hạt Tòng thổ Ipil
  - Giám hạt Tòng thổ Isabela

Hạt đại diện Tông toà
- Hạt đại diện Tông toà Bontoc - Lagawe
- Hạt đại diện Tông toà Calapan
- Hạt đại diện Tông toà Jolo
- Hạt đại diện Tông toà Puerto Princesa
- Hạt đại diện Tông toà San Jose Mindoro
- Hạt đại diện Tông toà Tabuk
- Hạt đại diện Tông toà Taytay

Hạt đại diện Quân đội
- Hạt đại diện Quân đội Philippines

### Hội đồng Giám mục Singapore
Giáo tỉnh Singapore
- Tổng giáo phận Singapore

### Hội đồng Giám mục Sri Lanka
Giáo tỉnh Colombo
- Tổng giáo phận Colombo
  - Giáo phận Anuradhapura
  - Giáo phận Badulla
  - Giáo phận Chilaw
  - Giáo phận Galle
  - Giáo phận Jaffna
  - Giáo phận Kandy
  - Giáo phận Kurunegala
  - Giáo phận Mannar
  - Giáo phận Ratnapura
  - Giáo phận Trincomalee - Batticaloa

### Hội đồng Giám mục Thái Lan
Giáo tỉnh Bangkok
- Tổng giáo phận Bangkok
  - Giáo phận Chanthaburi
  - Giáo phận Chiang Mai
  - Giáo phận Nakhon Sawan
  - Giáo phận Ratchaburi
  - Giáo phận Surat Thani

Giáo tỉnh Thare và Nonseng
- Tổng giáo phận Thare và Nonseng
  - Giáo phận Nakhon Ratchasima
  - Giáo phận Ubon Ratchathani
  - Giáo phận Udon Thani

### Hội đồng Giám mục Thổ Nhĩ Kỳ
Giáo tỉnh Izmir
- Tổng giáo phận İzmir
- Hạt Đại diện Tông tòa Istanbul
- Hạt Đại diện Tông tòa Anatolia

### Hội đồng Giám mục Trung Quốc
Giáo tỉnh An Khánh
- Tổng giáo phận An Khánh
  - Giáo phận Bạng Phụ
  - Giáo phận Vu Hồ

Giáo tỉnh Bắc Kinh
- Tổng giáo phận Bắc Kinh
  - Giáo phận An Quốc
- Giáo phận Bảo Định
  - Giáo phận Đại Minh
  - Giáo phận Cảnh Huyện
  - Giáo phận Thuận Đắc
  - Giáo phận Thiên Tân
  - Giáo phận Hiến Huyện
  - Giáo phận Tuyên Hoá
  - Giáo phận Vĩnh Niên
  - Giáo phận Vĩnh Bình
  - Giáo phận Triệu Huyện
  - Giáo phận Chính Định

Giáo tỉnh Côn Minh
- Tổng giáo phận Côn Minh
  - Giáo phận Đại Lý

Giáo tỉnh Hán Khẩu
- Tổng giáo phận Hán Khẩu
  - Giáo phận Hán Dương
  - Giáo phận Lão Hà Khẩu
  - Giáo phận Bồ Ngân
  - Giáo phận Kì Châu
  - Giáo phận Dị Nam
  - Giáo phận Vũ Xương
  - Giáo phận Tương Dương
  - Giáo phận Nghi Xương

Giáo tỉnh Hàng Châu
- Tổng giáo phận Hàng Châu
  - Giáo phận Lệ Thủy
  - Giáo phận Ninh Ba
  - Giáo phận Đài Châu
  - Giáo phận Vĩnh Gia

Giáo tỉnh Khai Phong
- Tổng giáo phận Khai Phong
  - Giáo phận Quý Đức
  - Giáo phận Lạc Dương
  - Giáo phận Nam Dương
  - Giáo phận Vệ Huy
  - Giáo phận Tín Dương
  - Giáo phận Trịnh Châu
  - Giáo phận Trú Mã Điếm

Giáo tỉnh Lan Châu
- Tổng giáo phận Lan Châu
  - Giáo phận Bình Lương
  - Giáo phận Tần Châu

Giáo tỉnh Nam Kinh
- Tổng giáo phận Nam Kinh
  - Giáo phận Hải Môn
  - Giáo phận Thượng Hải
  - Giáo phận Tô Châu
  - Giáo phận Từ Châu

Giáo tỉnh Nam Ninh
- Tổng giáo phận Nam Ninh
  - Giáo phận Ngô Châu

Giáo tỉnh Nam Xương
- Tổng giáo phận Nam Xương
  - Giáo phận Cám Châu
  - Giáo phận Các An
  - Giáo phận Nam Thành
  - Giáo phận Dư Giang

Giáo tỉnh Phúc Châu
- Tổng giáo phận Phúc Châu
  - Giáo phận Phúc Ninh
  - Giáo phận Đinh Châu
  - Giáo phận Hạ Môn

Giáo tỉnh Quảng Châu
- Tổng giáo phận Quảng Châu
  - Giáo phận Bắc Hải
  - Giáo phận Hồng Kông
  - Giáo phận Giang Môn
  - Giáo phận Gia Ứng
  - Giáo phận Sán Đầu
  - Giáo phận Thiều Châu

Giáo tỉnh Quý Dương
- Tổng giáo phận Quý Dương
  - Giáo phận Nam Long

Giáo tỉnh Tây An
- Tổng giáo phận Tây An
  - Giáo phận Phụng Tường
  - Giáo phận Hán Trung
  - Giáo phận Tam Nguyên
  - Giáo phận Diên An
  - Giáo phận Trưu Trất

Giáo tỉnh Tế Nam
- Tổng giáo phận Tế Nam
  - Giáo phận Tào Châu
  - Giáo phận Thanh Đảo
  - Giáo phận Dương Cốc
  - Giáo phận Yên Đài
  - Giáo phận Duyện Châu
  - Giáo phận Nghi Châu
  - Giáo phận Chu Thôn

Giáo tỉnh Thái Nguyên
- Tổng giáo phận Thái Nguyên
  - Giáo phận Đại Đồng
  - Giáo phận Phần Dương
  - Giáo phận Hồng Động
  - Giáo phận Lộ An
  - Giáo phận Sóc Châu
  - Giáo phận Du Thứ

Giáo tỉnh Thẩm Dương
- Tổng giáo phận Thẩm Dương
  - Giáo phận Xích Phong
  - Giáo phận Phủ Thuận
  - Giáo phận Cát Lâm
  - Giáo phận Nhiệt Hà
  - Giáo phận Tứ Bình Nhai
  - Giáo phận Diên Cát
  - Giáo phận Doanh Khẩu

Giáo tỉnh Trùng Khánh
- Tổng giáo phận Trùng Khánh
  - Giáo phận Thành Đô
  - Giáo phận Ninh Viễn
  - Giáo phận Gia Định
  - Giáo phận Khanh Định
  - Giáo phận Thuận Khánh
  - Giáo phận Tự Phủ
  - Giáo phận Vạn Huyện

Giáo tỉnh Trường Sa
- Tổng giáo phận Trường Sa
  - Giáo phận Thường Đức
  - Giáo phận Hành Châu
  - Giáo phận Nguyên Lăng

Giáo tỉnh Tuy Viễn
- Tổng giáo phận Tuy Viễn
  - Giáo phận Tập Ninh
  - Giáo phận Ninh Hạ
  - Giáo phận Tây Loan Tử

### Hội đồng Giám mục Việt Nam
Giáo tỉnh Hà Nội
- Tổng Giáo phận Hà Nội
  - Giáo phận Bắc Ninh
  - Giáo phận Bùi Chu
  - Giáo phận Hà Tĩnh
  - Giáo phận Hải Phòng
  - Giáo phận Hưng Hóa
  - Giáo phận Lạng Sơn
  - Giáo phận Phát Diệm
  - Giáo phận Thái Bình
  - Giáo phận Thanh Hóa
  - Giáo phận Vinh

Giáo tỉnh Huế
- Tổng Giáo phận Huế
  - Giáo phận Ban Mê Thuột
  - Giáo phận Đà Nẵng
  - Giáo phận Kon Tum
  - Giáo phận Nha Trang
  - Giáo phận Quy Nhơn

Giáo tỉnh Sài Gòn
- Tổng Giáo phận Sài Gòn
  - Giáo phận Bà Rịa
  - Giáo phận Cần Thơ
  - Giáo phận Đà Lạt
  - Giáo phận Long Xuyên
  - Giáo phận Mỹ Tho
  - Giáo phận Phan Thiết
  - Giáo phận Phú Cường
  - Giáo phận Vĩnh Long
  - Giáo phận Xuân Lộc

## Các Giáo phận trực thuộc Tòa Thánh
- Tổng giáo phận Baghdad (Iraq)
- Tổng giáo phận Ispahan (Iran)
- Giáo phận Macau (Trung Quốc)
- Giáo hạt Quân đội Hàn Quốc (Hàn Quốc)